# 蓋奧克恰伊區
蓋奧克恰伊區是阿塞拜疆的一個區，位於該國中部。面積736平方公里，2008年人口103,646人。首府蓋奧克恰伊。
1930年建區。